# Esplanada Teatrului Național din Iași

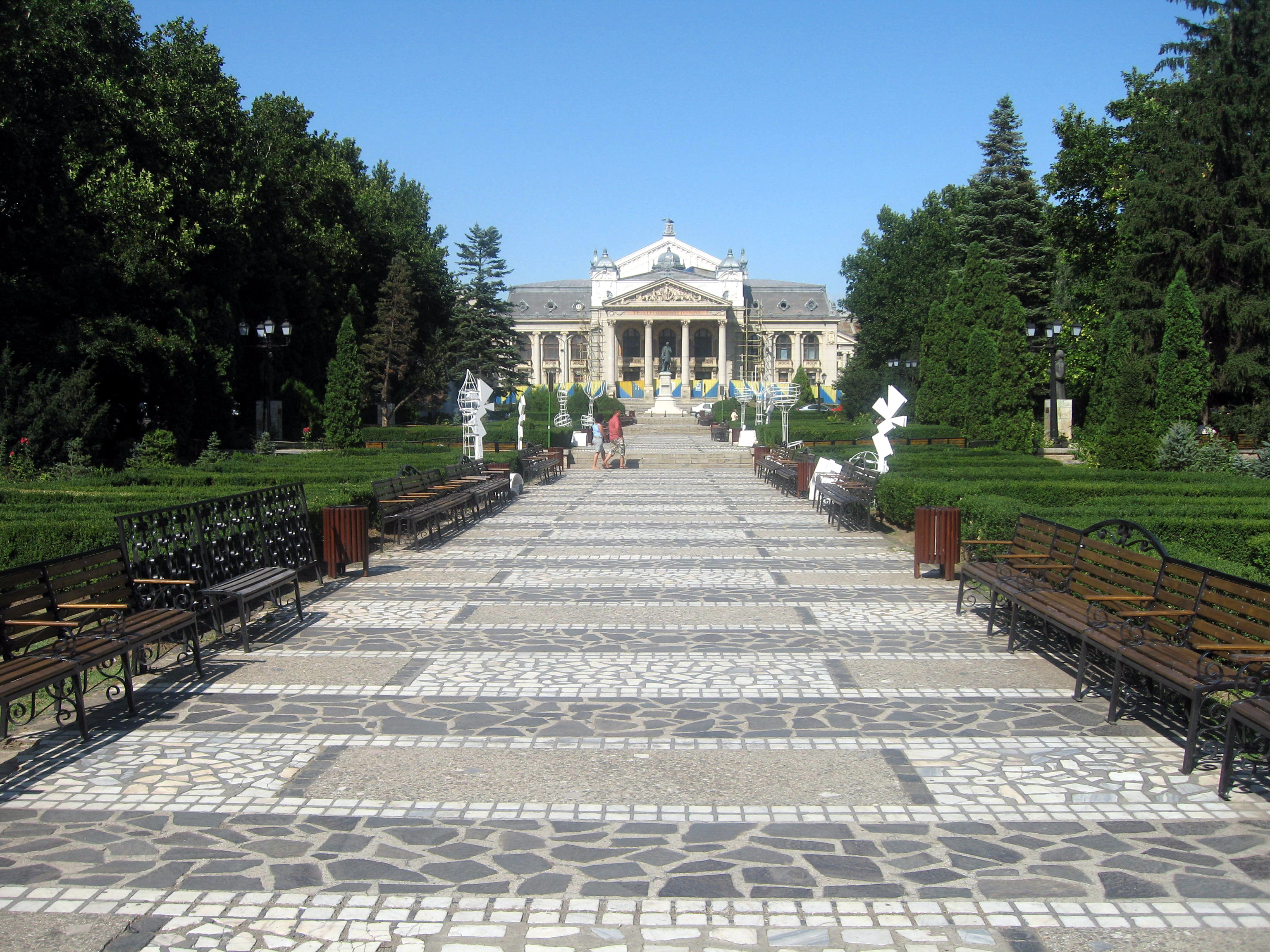
Parcul Teatrului Naţional din Iaşi

Esplanada Teatrului Național din Iași, cunoscută și sub numele de Parcul Teatrului Național din Iași, este o esplanadă în Iași, situată între Teatrul Național „Vasile Alecsandri” și  Catedrala Mitropolitană. Este mărginită la vest de tronsonul pietonal al bulevardului Ștefan cel Mare și Sfânt, la nord-vest de strada Ion C. Brătianu, la nord-est de strada Agatha Bârsescu, și le est de Palatul Roznovanu.
Esplanada cuprinde circa 255 arbori și reprezintă cel mai mare spațiu verde din centrul istoric al orașului. În interiorul parcului se găsesc circa 20 de platani monumentali (Platanus acerifolia), dintre care 15 exemplare sunt declarate monumente ale naturii.

## Descriere

### Flora
Flora din parc cuprinde 197 de exemplare de rășinoase (77%), restul fiind foioase. Plantația este considerată foarte tânără: 73% dintre plante au diametre de până la 20 cm, bucurându-se de o stare fito-sanitară bună sau foarte bună.  Există în scuar și 14 molizi argintii tineri (Picea pungens), arbori cu temperament de lumină plantați însă la umbră. 
Parcul mai adăpostește circa 20 de platani englezești (Platanus acerifolia). Dintre aceștia, cele 13 exemplare din aliniamentul de pe strada I. C. Brătianu și două exemplare din interiorul parcului, lângă strada Agatha Bârsescu, sunt protejate prin lege, fiind declarate monumente ale naturii.  Zona mai cuprinde câteva exemplare monumentale, de exemplu în același aliniament de lângă strada Agatha Bârsescu, arbori care încă nu au fost incluși în lista plantelor protejate. Notabilă este și prezența în aria centrală a parcului a unei catalpe (Catalpa bignonioides) care impresionează prin înălțimea de 14 metri și diamterul trunchiului de 65 de cm. 

### Fauna
În 2014 un raport faunistic a documentat prezența în parc a ciufului de pădure (Asio otus), specie protejată prin lege.  Alte specii care cuibăresc în parc sunt Streptopelia decaocto, Picus, Corvus frugilegus, Turdus merula, Carduelis chloris. Mai se hrănesc și tranzitează frecvent parcul Sturnus vulgaris, Columba livia domestica, Apus apus și Passer domesticus. 

#### Valoarea ecologică
Arborii parcului extrag anual din atmosfera ieșeană 2.180 de tone de dioxid de carbon, eliberând totodată 1.653 de tone de oxigen anual.  Cei 255 de arbori mai rețin pe frunze și scoarță circa 15 kg de pulberi în suspensie pe an, stocând în același timp o cantitate de 24.143 tone de carbon, fixat chimic în structura lemnoasă a arborilor.   Cele două fântâni arteziene cu jeturi înalte ionizează aerul, iar temperatura la umbra arborilor este mai coborâtă în timpul verii cu 3-5 grade Celsius. Aerul este, de asemenea, mai umed, din cauza transpirației plantelor.  Demn de menționat este și faptul că procentul mare de rășinoase din parc asigură o atmosferă bogată în fitocide, substanțe organice complexe care ucid unele microorganisme dăunătoare omului. 

## Istorie
Parcul a fost amenajat la mijlocul secolului al XX-lea, după planurile arhitectului Vsevlad Carmazinu-Cacovschi.

#### Controversa parcării subterane
În perioada 2013-2014, sub primariatul lui Gheorghe Nichita, administrația locală a intenționat să modernizeze esplanada, propunând ca în subsolul parcului să se construiască o parcare subterană cu 230 de locuri.  Proiectul ar fi presupus redesenarea peisagistică a parcului, înlocuindu-se plantațiile centrale cu arbori pitici și vegetație joasă, astfel încât să crească vizibilitatea către monumentele istorice din zonă.  Aceste planuri de modernizare, bazate pe aceeași argumentație și propuse în același an în care primăria a suferit un scandal de imagine în urma  tăierii aliniamentului de tei din centrul orașului, au fost contestate vehement de societatea civilă.  Numeroși intelectuali și personalități culturale locale,  alături de botaniști precum Mandache Leocov și Ionel Lupu,  au argumentat în favoarea păstrării vegetației înalte a parcului și au solicitat găsirea unei locații alternative pentru parcarea subterană.   
După numeroase dezbateri și contestații legale   înainte de grupări civice precum Asociația Dendro-Ornamentală "Anastasie Fătu" Iași, Grupul de inițiativă civică "Iașul iubește teii", Grupul Academic din Iași, Asociația Peisagiștilor din România (ASOP) sau Centrul de resurse pentru participare publică (CeRe) (București), primarul Gheorghe Nichita a declarat la 6 februarie 2015 că municipalitatea a abandonat proiectul:  "Parcul de la Teatru va fi modernizat fără a construi parcarea. Nu trebuie să scindăm opinia publică. E un sacrificiu ce merită făcut. Nu trebuie să fiu nici eu încăpățânat".  

## Statui de personalități culturale

Statuia lui Mihai Codreanu (autor:Vladimir Florea [12])
Statuia lui George Enescu (autor:Vasile Covataru[12])
Statuia lui Mihail Sadoveanu (autor:Ion Irimescu[12])
Statuia lui Matei Millo (autor:Vasile Condurache[12])